# Saku Mäenalanen
Saku Mäenalanen (* 29. května 1994 Tornio) je profesionální finský hokejový útočník momentálně hrající v týmu Winnipeg Jets v severoamerické lize NHL. V roce 2013 byl draftován klubem Nashville Predators v 5. kole jako 125. celkově. 

## Klubové statistiky
| Sezona       | Klub                | Soutěž       | Základní část | Základní část | Základní část | Základní část | Základní část | Play off | Play off | Play off | Play off | Play off |
| Sezona       | Klub                | Soutěž       | Z             | G             | A             | B             | TM            | Z        | G        | A        | B        | TM       |
| ------------ | ------------------- | ------------ | ------------- | ------------- | ------------- | ------------- | ------------- | -------- | -------- | -------- | -------- | -------- |
| 2012–13      | Kärpät Oulu         | Jr. A        | 45            | 23            | 35            | 58            | 43            | 5        | 5        | 2        | 7        | 18       |
| 2013–14      | Kärpät Oulu         | Jr. A        | 5             | 3             | 3             | 6             | 2             | 12       | 4        | 4        | 8        | 10       |
| 2013–14      | Kärpät Oulu         | Liiga        | 25            | 4             | 3             | 7             | 0             | —        | —        | —        | —        | —        |
| 2013–14      | Jokipojat           | Mestis       | 15            | 9             | 6             | 15            | 4             | —        | —        | —        | —        | —        |
| 2014–15      | Kärpät Oulu         | Jr. A        | 6             | 2             | 6             | 8             | 2             | —        | —        | —        | —        | —        |
| 2014–15      | Kärpät Oulu         | Liiga        | 20            | 4             | 1             | 5             | 2             | 7        | 0        | 1        | 1        | 0        |
| 2014–15      | Pelicans Lahti      | Liiga        | 8             | 1             | 0             | 1             | 0             | —        | —        | —        | —        | —        |
| 2014–15      | Hokki               | Mestis       | 17            | 5             | 8             | 13            | 6             | 10       | 2        | 4        | 6        | 22       |
| 2015–16      | Kärpät Oulu         | Liiga        | 46            | 6             | 10            | 16            | 14            | 13       | 3        | 1        | 4        | 6        |
| 2016–17      | Kärpät Oulu         | Liiga        | 34            | 11            | 10            | 21            | 6             | 2        | 0        | 0        | 0        | 0        |
| 2017–18      | Kärpät Oulu         | Liiga        | 59            | 17            | 29            | 46            | 26            | 18       | 5        | 5        | 10       | 16       |
| 2018–19      | Charlotte Checkers  | AHL          | 31            | 7             | 7             | 14            | 8             | —        | —        | —        | —        | —        |
| 2018–19      | Carolina Hurricanes | NHL          | 34            | 4             | 4             | 8             | 20            | 9        | 0        | 1        | 1        | 6        |
| 2019–20      | Jokerit Helsinky    | KHL          | 26            | 5             | 4             | 9             | 8             | 6        | 2        | 3        | 5        | 6        |
| 2020–21      | Jokerit Helsinky    | KHL          | 38            | 4             | 8             | 12            | 48            | 4        | 0        | 0        | 0        | 0        |
| 2021–22      | Kärpät Oulu         | Liiga        | 47            | 13            | 28            | 41            | 67            | 7        | 1        | 0        | 1        | 4        |
| 2022–23      | Winnipeg Jets       | NHL          | 64            | 4             | 6             | 10            | 16            | 5        | 0        | 1        | 1        | 12       |
| Liiga celkem | Liiga celkem        | Liiga celkem | 239           | 56            | 81            | 137           | 115           | 47       | 9        | 7        | 16       | 26       |
| NHL celkem   | NHL celkem          | NHL celkem   | 98            | 8             | 10            | 18            | 36            | 14       | 0        | 2        | 2        | 18       |
| KHL celkem   | KHL celkem          | KHL celkem   | 64            | 9             | 12            | 21            | 56            | 10       | 2        | 3        | 5        | 6        |

### Reprezentační statistiky
| 2014            | Finsko 20       | MSJ             | 7  | 7 | 4 | 11 | 0  | Zlatá medaile    |
| 2018            | Finsko          | MS              | 8  | 2 | 1 | 3  | 8  | 5. místo         |
| 2021            | Finsko          | MS              | 10 | 1 | 3 | 4  | 0  | Stříbrná medaile |
| 2022            | Finsko          | ZOH             | 6  | 0 | 1 | 1  | 2  | Zlatá medaile    |
| 2022            | Finsko          | MS              | 9  | 2 | 0 | 2  | 29 | Zlatá medaile    |
| Junioři celkově | Junioři celkově | Junioři celkově | 7  | 7 | 4 | 11 | 0  |                  |
| Senioři celkově | Senioři celkově | Senioři celkově | 33 | 5 | 5 | 10 | 39 |                  |